# Zagadnienie brzegowe
Zagadnienie brzegowe – problem polegający na wyznaczeniu tych spośród funkcji danej klasy (np. spełniających dane równanie różniczkowe zwyczajne, równanie różnicowe itp.), zdefiniowanych w rozważanym obszarze {\displaystyle \Omega ,} które spełniają dodatkowe warunki na brzegu {\displaystyle \partial \Omega } tego obszaru. Warunki takie nazywane są warunkami brzegowymi i są nałożone na wartości funkcji i jej pochodnych w więcej niż jednym punkcie tego obszaru. Zagadnienie brzegowe możliwe jest tylko dla równań rzędu nie mniejszego niż 2.

## Dwupunktowe zagadnienie brzegowe
Dane jest równanie różniczkowe drugiego rzędu {\displaystyle y''=f(x,y,y')} oraz wartości funkcji w dwóch punktach {\displaystyle y(a)=A,y(b)=B} gdzie {\displaystyle a<b.} Poszukiwana jest funkcja {\displaystyle y(x)} będąca rozwiązaniem danego równania oraz spełniająca warunki brzegowe. Geometrycznie zadanie to jest równoważne ze znalezieniem, w rodzinie krzywych ilustrujących rozwiązania równania różniczkowego, krzywej przechodzącej przez zadane punkty.
Takie zagadnienie brzegowe może nie mieć rozwiązania, mieć jedno rozwiązanie, mieć kilka rozwiązań, bądź mieć nieskończenie wiele rozwiązań.